# Lijst van zoekmachines
Deze lijst van zoekmachines is niet compleet. Er komen en verdwijnen regelmatig zoekmachines. Onderstaande zoekmachines zoeken op internet via HTTP naar informatie.

## Algemene zoekmachines
- AlltheWeb - opgegaan in Yahoo!
- AltaVista - oude zoekmachine, gebaseerd op Yahoo!
- Ask
- Bing - zoekmachine van Microsoft (de opvolger van MSN & Live Search)
- Delicious - social bookmarking-zoekmachine van Yahoo!
- DuckDuckGo - privacygerichte metazoekmachine die informatie uit verschillende bronnen combineert
- Ecosia - duurzame zoekmachine die advertentie-inkomsten gebruikt om bomen te planten
- Exalead - zoekmachine uit Frankrijk
- Google - zoekmachine uit de Verenigde Staten
- Kagi - zoekmachine uit de Verenigde Staten
- Ixquick - privacygerichte metazoekmachine uit Nederland - samengegaan met Startpage, heet nu Startpage
- Lycos - de eerste zoekmachine uit 1994
- Qwant - Europese zoekmachine
- Seeqpod - zoeken naar afspeelbare resultaten zoals audio, video en podcasts (2005-2009)
- Startpage - privacygerichte zoekmachine uit Nederland
- Yahoo! - internationale zoekmachine
- ZoekGroen - Nederlandse duurzame zoekmachine die advertentie-inkomsten gebruikt om bomen te planten en verwoestijning tegen te gaan

## Landelijke zoekmachines
- Baidu - Chinese zoekmachine
- Davindi (Nederland)
- Ilse (Nederland)

## Metazoek- en clustering machines
Een metazoekmachine is een zoekmachine waarmee een internetgebruiker een zoekopdracht in één keer bij meerdere zoekmachines kan opgeven. De resultaten van deze verschillende zoekmachines worden gecombineerd en gepresenteerd aan de gebruiker in één overzicht.

### Algemene metazoekmachines
- A9.com - Internationale metazoekmachine van Amazon.com
- Ixquick - Internationale metazoekmachine. Ixquick is de European Privacy Seal toegekend omwille van de hoge privacy die deze metazoekmachine biedt.

### Metazoekmachines dievacaturesitesafspeuren
- Werkvinder - een van de oudste metazoekmachine voor vacatures
- Joblift - bestaat sinds 2016, net als Werkvinder kan een bedrijf geen vacatures direct op Joblift plaatsen.
- Jobbird - kijkt niet alleen naar externe websites;  bedrijven plaatsen ook vacatures direct op Jobbird.
- Indeed - qua aantal bezoekers de meest bezochte metazoekmachine voor vacatures in 2017.[1]

## Academisch
- PubMed - archief van publicaties in de levenswetenschappen
- Google Scholar - doorzoekt wetenschappelijke publicaties in databanken als JSTOR
- Wolfram Alpha - antwoordt op vragen en expressies

## Afbeeldingen
- AltaVista Image Search
- Bing Afbeeldingen
- Flickr (onderdeel van Yahoo!)
- Google Afbeeldingen
- TinEye
- Yahoo! Images

## Broncode
- Google Code Search (stopgezet)

## Consumentenproducten
- Google Shopping (voorheen Froogle en Google Product Search)

## Kaarten
- Apple Maps
- Bing Maps
- Google Maps
- Here WeGo
- OpenSeaMap (vaarkaart)
- OpenStreetMap

## Nieuws en weblogs
- Bing Nieuws
- Ecosia News
- Google Blog Search - doorzoekt weblogs
- Google Nieuws - doorzoekt kranten- en tijdschriftwebsites
- Technorati - doorzoekt weblogs

## Video
- AltaVista Video Search
- Bing Video
- Google Video's
- Dailymotion
- YouTube